# Eupithecia thurnerata
Eupithecia thurnerata är en fjärilsart som beskrevs av Schütze 1958. Eupithecia thurnerata ingår i släktet Eupithecia och familjen mätare. Inga underarter finns listade i Catalogue of Life.